# Perczel Anna
Perczel Anna, születési nevén Anique Preiser (Párizs, 1942. november 18. – Budapest, 2021. június 13.) magyar építész, urbanista, az Óvás! Egyesület egyik alapítója, Perczel István (1957) vallástörténész nővére.

## Élete
Perczel Károly (1913–1992) építész, urbanista és Perczel Erzsébet (1913–1993) textiltervező gyermekeként született.
A Budapesti Műszaki Egyetemen végzett építészmérnökként, majd a Budapesti Városépítési Tervező Vállalathoz (BUVÁTI) került, ahol Vadász György vezetésével dolgozott. Itt a Gellért gyógyfürdő hullámfürdőjének rehabilitációjában vett részt. Még zajlottak a munkálatok, amikor négy évre Afrikába ment dolgozni, Algériában és Mozambikban élt. Visszatérve ő fejezte be a hullámfürdő-projektet. Eleinte nehezen rázódott bele a munkába, de nagyra tartotta, hogy Vadász mellett dolgozhatott. Az afrikai tapasztalatai nagy hatással voltak a szemléletére. A BUVÁTI után Kerényi József Péter megbízására elvállalta a Józsefváros középső területeinek rehabilitációs programját a VÁTI-nál.
Munkája során különösen figyelt az értékmegőrzésre, Belső-Erzsébetváros, Belső-Terézváros, a zsidónegyed megóvásáért küzdött. A területről készített tanulmánya is hozzájárult ahhoz, hogy az Andrássy utat övező városrész UNESCO világörökségi védelem alá került.
2004-ben többedmagával hozta létre az Óvás! Egyesületet a régi pesti zsidónegyed védelmében. Munkájuknak köszönhetően 20 épületet mentettek meg a lebontástól. 2007-ben Védtelen örökség címmel jelent meg könyve, melyben egyesével mutatja be a zsidónegyed épületeinek és lakóinak történetét.

## Díjai és elismerései
- Magyar Zsidó Kultúráért-díj (2009)[5]
- Scheiber Sándor-díj (2011)[6]
- Perika-díj (2020)[7]
- Budapest díszpolgára (2021) /posztumusz/[8]

## Kötetei
- Védtelen örökség. Lakóházak a zsidó negyedben; fotó Lábass Endre; Városháza, Budapest, 2007 (A város arcai)